# Gustav Hempel (Verleger)
Gustav Hempel (* 9. Januar 1819 in Waltershausen; † 13. Januar 1877 in Berlin) war ein deutscher Verleger.

## Leben
Seine Eltern waren der Schuhmachermeister und Materialwarenhändler Johann Daniel Hempel (1780–1849) und dessen Ehefrau Johanna Rebecca Ulrich (1797–1879).
Er machte in Bautzen eine Buchhändlerlehre und arbeitete seit 1840 in einem Berliner Verlag, wo er bald eine führende Stellung einnahm. 1846 gründete er seinen eigenen „Verlag Gustav Hempel“. Zu Wohlstand kam Hempel durch seine Berichterstattung in einem politischen Sensationsprozess 1849, weil er als erster stenographische Protokolle der Gerichtssitzungen anfertigte und diese sofort in Extrablättern herausgab.
In seinem Verlag spezialisierte sich Hempel zunächst auf allgemeinverständliche naturwissenschaftliche Bücher wie etwa Der Erdball und seine Naturwunder und Chemie für Laien von W. A. F. Zimmermann (Pseud. für Carl Gottfried Wilhelm Vollmer (1797–1864)) oder die Naturwissenschaftliche Volksbibliothek von Aaron Bernstein, die in zahlreichen Auflagen erschienen und wesentlich zur Popularisierung der Naturwissenschaften in Deutschland beitrugen.
Berühmt wurde Hempel jedoch durch ein ehrgeiziges Großprojekt, einer Sammlung von Werkausgaben deutscher Klassiker, die lieferungsweise und zu erschwinglichen Preisen herauskam und so auch von einkommensschwachen Bevölkerungsschichten erworben werden konnte: der zwischen 1867 und 1879 erschienenen Nationalbibliothek sämmtlicher deutscher Classiker, die es auf insgesamt 246 Bände in über 700 Lieferungen brachte. Im sogenannten Klassikerjahr 1867 erlosch das Urheberrecht an allen Autoren, die vor mehr als dreißig Jahren gestorben waren. Damit wurden auch die Werke der klassischen deutschen Literatur frei und konnten von jedem Verlag ungehindert nachgedruckt werden. Während sich Philipp Reclam mit seiner Universal-Bibliothek auf den Vertrieb klassischer Einzelwerke konzentrierte, widmete sich Hempel Werkausgaben, die möglichst vollständig und mit einem kritisch geprüften Text erscheinen sollten. „Gustav Hempels ‚Nationalbibliothek sämtlicher deutscher Classiker‘, mit enormen Kapitalaufwand und bemerkenswertem Bemühen um korrekte Texte hergestellt und zum Preise von zweieinhalb Groschen pro Lieferung verkauft, erreichte eine Startauflage von 150 000 Exemplaren. […] Hempels Unternehmen erreichte mit 714 Lieferungen erst 1879 seinen […] Abschluß.“
Die Werkausgaben von Goethe, Schiller, Herder, von Lessing oder Wieland übertrafen an Vollständigkeit und philologischer Sorgfalt alle früheren und stellten die bisherigen Klassikerausgaben, etwa die des Cotta-Verlags, weit in den Schatten. Für sein Unternehmen konnte Hempel ausgezeichnete Philologen und erfahrene Editoren gewinnen. Dazu zählten Woldemar von Biedermann, Robert Boxberger, Heinrich Düntzer, Salomon Kalischer, Gustav von Loeper (1822–1891), Wendelin von Maltzahn, Carl Christian Redlich (1832–1900) und August Sauer. Zum Programm von Hempels Klassikerausgaben gehörten auch die Werke von Ewald Christian von Kleist, Johann Gottfried Seume, Heinrich von Kleist, Theodor Körner, E.T.A. Hoffmann und Karl Immermann.
Gustav Hempel starb Anfang 1877, nur vier Tage nach seinem 58. Geburtstag, in Berlin und wurde auf dem Alten St.-Matthäus-Kirchhof in Schöneberg beigesetzt. Das Grab ist nicht erhalten geblieben.
Nach Hempels Tod erwarb Hugo Bernstein den Verlag und kaufte bald darauf auch den Ferdinand Dümmler Verlag in Berlin. Beide Unternehmen wurden 1886 unter dem Namen des Dümmler-Verlags vereint und weitergeführt. „Dümmler brachte 1879 die Nationalbibliothek sämtlicher deutscher Classiker zum Abschluß. Gleichzeitig wurde bereits eine neue Subskription für eine Nationalbibliothek der classischen deutschen Dichter aufgelegt. Im Jahre 1900 ging die Nationalbibliothek an den Gustav Fock Verlag, der sie an das Verlagshaus Bong weitergab, wo sie als Bongs Klassiker-Ausgaben weiterlebte.“

## Familie
Hempel heiratete im Jahr 1851 Bertha Müller (1820–1887), die Tochter des Kaufmanns Karl Müller. Das Paar hatte drei Söhne und zwei Töchter.